# Stanisław Drożdż
Stanisław Drożdż (ur. 12 września 1954) – polski fizyk teoretyk, profesor nauk fizycznych, inicjator interdyscyplinarnych badań nad układami złożonymi, twórca i kierownik Zakładu Teorii Systemów Złożonych Instytutu Fizyki Jądrowej PAN, wykładowca akademicki Politechniki Krakowskiej im. Tadeusza Kościuszki.

## Życiorys
Uczęszczał do Liceum Ogólnokształcącego im. Janka Bytnara w Kolbuszowej, w którym zdał maturę w 1973. Następnie podjął studia w zakresie fizyki na Uniwersytecie Jagiellońskim, które ukończył w 1978 r. Na tej samej uczelni uzyskał stopień doktora fizyki w 1982 r. Od ukończenia studiów związany jest zawodowo z Instytutem Fizyki Jądrowej PAN w Krakowie, gdzie w 1988 r. uzyskał stopień doktora habilitowanego. W 1994 r. otrzymał tytuł profesora.
W początkowym okresie swojej działalności naukowej, zajmując się teoretyczną fizyką jądrową, uzyskał kompletne rozwiązanie kwantowego wielociałowego problemu jądrowego. Pozwoliło to m.in. poprawnie zinterpretować wyniki wielu eksperymentów, które stawiały pytanie o rolę kwarkowych stopni swobody w dynamice jądra atomowego.
W połowie lat 90. zainicjował badania sygnałów elektromagnetycznych pochodzących z ludzkiego mózgu metodami dynamiki nieliniowej, natury fluktuacji i korelacji na rynkach finansowych świata, a także złożoności języka naturalnego. W każdym z tych tematów publikował we wiodących periodykach naukowych na świecie oraz wypromował doktorów. Duże medialne zainteresowanie w świecie wywołało odkrycie dokonane z naukowymi wychowankami i współpracownikami z Krakowa, że teksty literackie należące do stylu zwanego strumieniem świadomości mają organizację multifraktalną. Wyniki te trafiły też do podręcznika dla studentów wydanego przez wydawnictwo Uniwersytetu Cambridge. Przyczynił się do rozwoju metodologii fraktali i multifraktali w ilościowym opisie dynamiki szeregów czasowych oraz struktur dwuwymiarowych.
Prowadził wykłady i seminaria w wielu naukowych instytucjach świata, w tym w latach 1993–1994 jako profesor wizytujący na Uniwersytecie Illinois w Urbana-Champaign w USA oraz w latach 2001–2002 na Uniwersytecie w Bonn w Niemczech. Stworzył szkołę badań interdyscyplinarnych w oparciu o metodologię nauk ścisłych. W uznaniu tego faktu w roku 2024 otrzymał od Polskiego Towarzystwa Fizycznego nagrodę główną im. Wojciecha Rubinowicza za rozwój i zastosowanie metodologii fizyki do interdyscyplinarnych badań nad układami złożonymi.